# Deuterodon singularis
Deuterodon singularis är en fiskart som beskrevs av Lucena 1992. Deuterodon singularis ingår i släktet Deuterodon och familjen Characidae. IUCN kategoriserar arten globalt som livskraftig. Inga underarter finns listade i Catalogue of Life.